# Vlag van oblast Sachalin
De vlag van oblast Sachalin is in gebruik sinds 28 november 1995. De vlag is blauw met een smaragdgroene tint. Deze kleur doet denken aan een zeegolf en vertegenwoordigt het belang van de oceaan voor de regio. In het midden van de vlag staat een cartografische afbeelding van het eiland Sachalin en de Koerilen in het wit. De afbeelding van de eilanden vertegenwoordigt de historische, natuurlijke en geografische bijzonderheid van de regio en haar positie als integraal onderdeel van Rusland. Wit is een traditionele kleur die de uitgestrektheid van Siberië weergeeft, en symboliseert de begrippen zuiverheid, goedheid en onafhankelijkheid.